# Хуан, Мариано
Мариано Альсидес Хуан (исп. Mariano Alcides Juan; 15 мая 1976, Буэнос-Айрес) — аргентинский футболист.

## Биография
Мариано Хуан начал свою карьеру в клубе «Ривер Плейт» в 1994 году. За «Ривер Плейт» за два года Мариано сыграл лишь 7 матчей в чемпионате Аргентины.
В июле 1996 году Мариано подписал пятилетний контракт с нидерландским «Аяксом» из Амстердама, клуб рассчитывал что Хуан сможет в будущем может стать заменой Данни Блинду. Дебют Хуана состоялся 18 августа 1996 года в матче суперкубка Нидерландов против «ПСВ», матч завершился поражением «Аякса» со счётом 3:0. Всего в сезоне 1996/97 Мариано провёл за «Аякс» 18 матчей, из которых 16 матчей приходились на чемпионат Нидерландов. В сезоне 1998/1999 Мариано провёл всего 1 матч, против «Спарты», а по окончании сезона Хуан был отдан в аренду аргентинскому клубу «Расинг» из города Авельянеда.
После возвращения из аренды в «Аякс», у Мариано действовал контракт с клубом ещё один год. В сезоне 1999/00 Хуан не сыграл ни одного матча, а по окончании сезона Мариано покинул клуб в качестве свободного игрока. В 2000 году Хуан перешёл в испанский «Хетафе», который выступал во второй испанской лиги. За «Хетафе» Хуан отыграл два сезона, после которых в 2002 году перешёл в испанский «Толедо».
Спустя год Мариано вернулся в Аргентину и стал игроком клуба «Уракан», который выступал во втором аргентинском дивизионе. За «Уракан» Мариано выступал в течение двух сезонов. В 2006 году Хуан вернулся в Испанию, где ещё в течение года выступал за «Леганес». В 2007 году Мариано завершил свою футбольную карьеру.